# Прапор Конфедеративних штатів Америки
Упродовж свого існування Конфедеративні Штати Америки змінили шість державних прапорів.
Еволюція прапору Конфедерації:
| Кількість зірочок | Прапор | Затверджений           | Скасований             |
| ----------------- | ------ | ---------------------- | ---------------------- |
| 7                 |        | 4 березня 1861 року    | 21 травня 1861 року    |
| 9                 |        | 21 травня 1861 року    | 2 липня 1861 року      |
| 11                |        | 2 липня 1861 року      | 28 листопада 1861 року |
| 13                |        | 28 листопада 1861 року | 1 травня 1863 року     |
| 13                |        | 1 травня 1863 року     | 4 березня 1865 року    |
| 13                |        | 4 березня 1865 року    | 10 квітня 1865 року    |

## Перший неофіційний прапор

«Bonnie Blue» — перший неофіційний прапор Конфедерації

«Bonnie Blue» — назва прапору з білою зіркою на синьому тлі, що був неофіційним прапором Конфедеративних Штатів Америки на початку громадянської війни. Він з'явився в 1810 році і з того часу символізував незалежність Півдня. Також використовувався як бойовий прапор деяких підрозділів армії Півдня і як елемент прапора деяких штатів — наприклад, Техасу.

## Бойовий прапор
Бойовий прапор був квадратним рівностороннім полотнищем із косим синім хрестом на червоному фоні, на якому розташовано 13 білих зірок.

Саме такий прапор стали використовувати коли в КША вже входили 13 штатів, до цього використовували різні прапори.

Бойовий прапор КША

## Цікаві факти
- Прапор КША як і прапор США складався із смуг та зірок, нові зірки що поступово додавалися на прапор, символізували нові штати що входили до Конфедерації. Але які саме штати символізували кожного разу нові зірочки на прапорі достовірно не відомо, такої інформації не можливо знайти ніде. Це відбувалося через те що нові версії із більшою кількістю зірочок приймалися не відповідно до дати входження нових штатів до КША.
- Щоб прапор США не переплутали із прапором КША (що навіть відбулося одного разу під час запеклої битви) останні дві версії прапору складалися з косого хреста на якому розміщали зірочки, чому саме обрали косий (андріївський) хрест — невідомо.
- Передостання версія державного прапору КША складалася з білого полотнища де в лівому верхньому крижі був косий хрест із зірочками, але такий прапор з далеку було легко сплутати з білим прапором, тому на останню версію додали з правого боку червону смугу. За однією з версій, армія Союзу жодного разу не плутала прапори а просто розпустила чутки що Конфедерати підходять до їх позицій з білим прапором і начебто намагаються здатися в полон після чого стріляють, це обурило командування армії КША, і вони додали червону смугу.
- В 2000 році у велася дискусія про те, чи може прапор Конфедерації висіти над Капітолієм Південної Кароліни, дискусія закінчилася прийняттям закону, відповідно до якого прапор слід зняти.